# Johan Fischerström
Johan Fischerström, född 28 juli 1735, död 28 november 1796 i Stockholm, var en svensk ekonomisk skriftställare.

## Biografi
Fischerström studerade vid Lunds universitet, kom 1761 till Stockholm och ägnade sig i yngre år åt vittert författarskap och var en av stiftarna av sällskapet "Utile Dulci". Han tog del i revolutionen 1772 på Gustav III:s sida. Hans minne har bevarats hos eftervärlden främst genom hans relation till Hedvig Charlotta Nordenflycht. Efter hennes död utgav Fischerström hennes Utvalda arbeten (1774).
Fischerström studerade ekonomi och författade många skrifter på detta område, av vilka kan nämnas Påminnelser vid Sveriges allmänna och enskylta hushållning (1761), Några rön och anmärkningar vid strand- och insjöfisket (1768), Den enfaldige natur-forskaren (1768-72), Nya svenska economiska dictionnairen. Eller försök til et almänt och fullständigt lexicon, i svenska hushållningen och naturläran (1779-92, delarna I-IV, t.o.m. artikeln Cypripedium calceolus), Utkast til beskrifning om Mälaren (1785), Underrättelse, huru såcker-kokning eller det råa såckrets raffinering lämpeligen kan werkställas  (1791), samt åtskilliga rön och uppsatser i Vetenskapsakademiens Handlingar och i Patriotiska sällskapets Journal. Han var andre sekreterare i nämnda sällskap och blev 1786 ledamot av Vetenskapsakademien.